# Walter Kerber

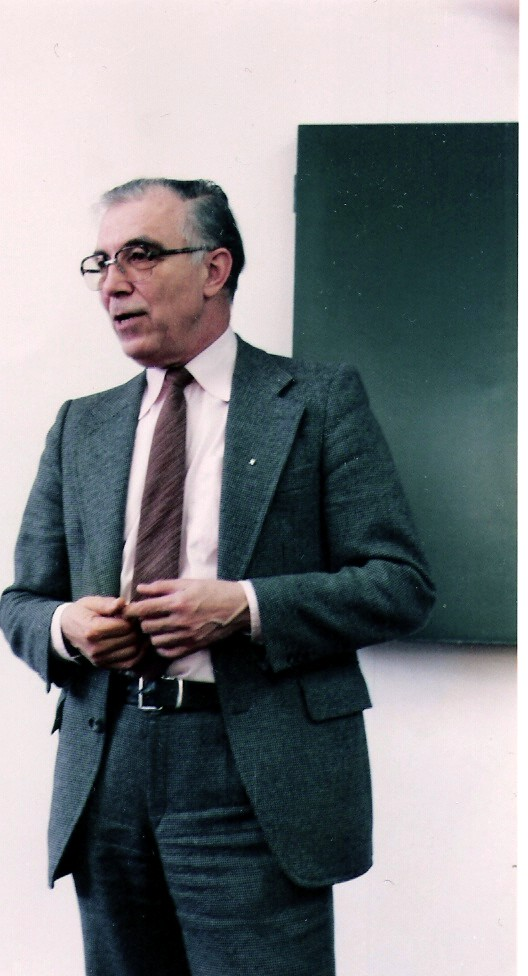
Walter Kerber 1982 an der Hochschule für Philosophie

Walter Kerber SJ (* 28. März 1926 in Karlsruhe; † 26. Februar 2006 in Unterhaching, Landkreis München) war ein deutscher Sozialethiker und katholischer Theologe.

## Leben
Walter Kerber wurde nach dem Besuch des Karlsruher Bismarck-Gymnasiums im Januar 1944 in eine Luftnachrichtenabteilung eingezogen und erlebte die Härte des Zweiten Weltkrieges. Im September 1945 trat er in den Jesuitenorden ein. Nach seinem Noviziat studierte er von 1947 bis 1950 Philosophie in Pullach und von 1952 bis 1956 Theologie in den USA, wo er auch 1955 zum Priester geweiht wurde. Dann absolvierte Kerber Spezialstudien an der Albert-Ludwigs-Universität Freiburg in Freiburg im Breisgau und der Päpstlichen Universität Gregoriana in Rom. Er wurde 1966 in Freiburg mit der Arbeit "Die Verteilungstheorie von Kenneth E. Boulding " an der Fakultät für Rechts- und Staatswissenschaften zum Dr. rer. pol. promoviert, später zudem zum Dr. phil.
1967 wurde Kerber zum Professor für Ethik und Sozialwissenschaften an dem in Jesuiten-Trägerschaft befindlichen Berchmanskolleg in Pullach im Isartal ernannt. Nachdem es 1971 unter dem neuen Namen Hochschule für Philosophie (HFPH) nach München umgezogen war, setzte er dort seine Lehrtätigkeit bis zu seiner Emeritierung 1994 fort. Von 1976 bis 1986 war er auch Leiter des Instituts für Gesellschaftspolitik der HFPH. Zudem leitete er an der HFPH von 1984 bis 1995 das Forschungs- und Studienprojekt der Rottendorf-Stiftung „Fragen einer neuen Weltkultur“.
Neben der Vermittlung der philosophischen Fächer „Allgemeine Ethik“ und „Sozialethik“ galt sein vorrangiges Interesse der katholischen Soziallehre, deren Erneuerungsfähigkeit er aufzeigen wollte.
In Vorträgen, Podiumsdiskussionen und Publikationen sowie als Mitglied vieler wissenschaftlicher und kirchlicher Organisationen stellte er sich den aktuellen ethischen Fragen.
Kerber starb an den Folgen einer langjährigen Parkinson-Erkrankung.

## Schriften
- Die Verteilungstheorie von Kenneth E. Boulding, Duncker und Humblot, Berlin, 1966
- Die Enzyklika "Populorum Progressio", ihre Grundzüge und ihre Problematik, Ruß, Bregenz, 1968
- Wohlstands-Kriminalität – die neue Herausforderung, Edition Interfrom, Zürich, 1976, ISBN 3-7201-5078-X
- Gerechtigkeit, Herder 1981, ISBN 3-451-19217-9, zusammen mit Claus Westermann, Bernhard Spörlein, Alfons Deissler, Emil Küng
- Geld und Eigentum, Kanisius, Freiburg, 1982, ISBN 3-85764-146-0
- Sittliche Normen – zum Problem ihrer allgemeinen und unwandelbaren Geltung, Patmos, Düsseldorf, 1982, ISBN 3-491-77262-1
- Arbeitswelt im Umbruch: Arbeitslosigkeit als Anstoß und Herausforderung, Patmos, Düsseldorf, 1984, ISBN 3-491-77286-9
- Katholische Gesellschaftslehre im Überblick, Knecht, Frankfurt am Main, 1991, ISBN 3-7820-0623-2
- Soziales Denken in einer zerrissenen Welt – Anstöße der katholischen Soziallehre in Europa, Herder 1991, ISBN 3-451-02136-6, zusammen mit Johannes Müller
- Wie tolerant ist der Islam?, Kindt, München, 1991, ISBN 3-925412-11-5
- Vor neuen Herausforderungen der Menschheit : Enzyklika "Centesimus annus" Papst Johannes Pauls II., Herder 1991, ISBN 3-451-22474-7 (Kommentar von Walter Kerber)
- Gerechtigkeit und soziale Ordnung, Herder 1996, ISBN 3-451-23942-6, zusammen mit Johannes Müller
- Personenkult und Heiligenverehrung, Kindt, München, 1997, ISBN 3-925412-19-0
- Sozialethik, Kohlhammer, 1998, ISBN 3-17-009967-1